# Galbula ruficauda
El jacamará colirrufo (Galbula ruficauda) es una especie de ave piciforme de la familia Galbulidae nativa de las zonas tropicales en el sur de México, América Central y América del Sur hasta el sur de Brasil y Ecuador.

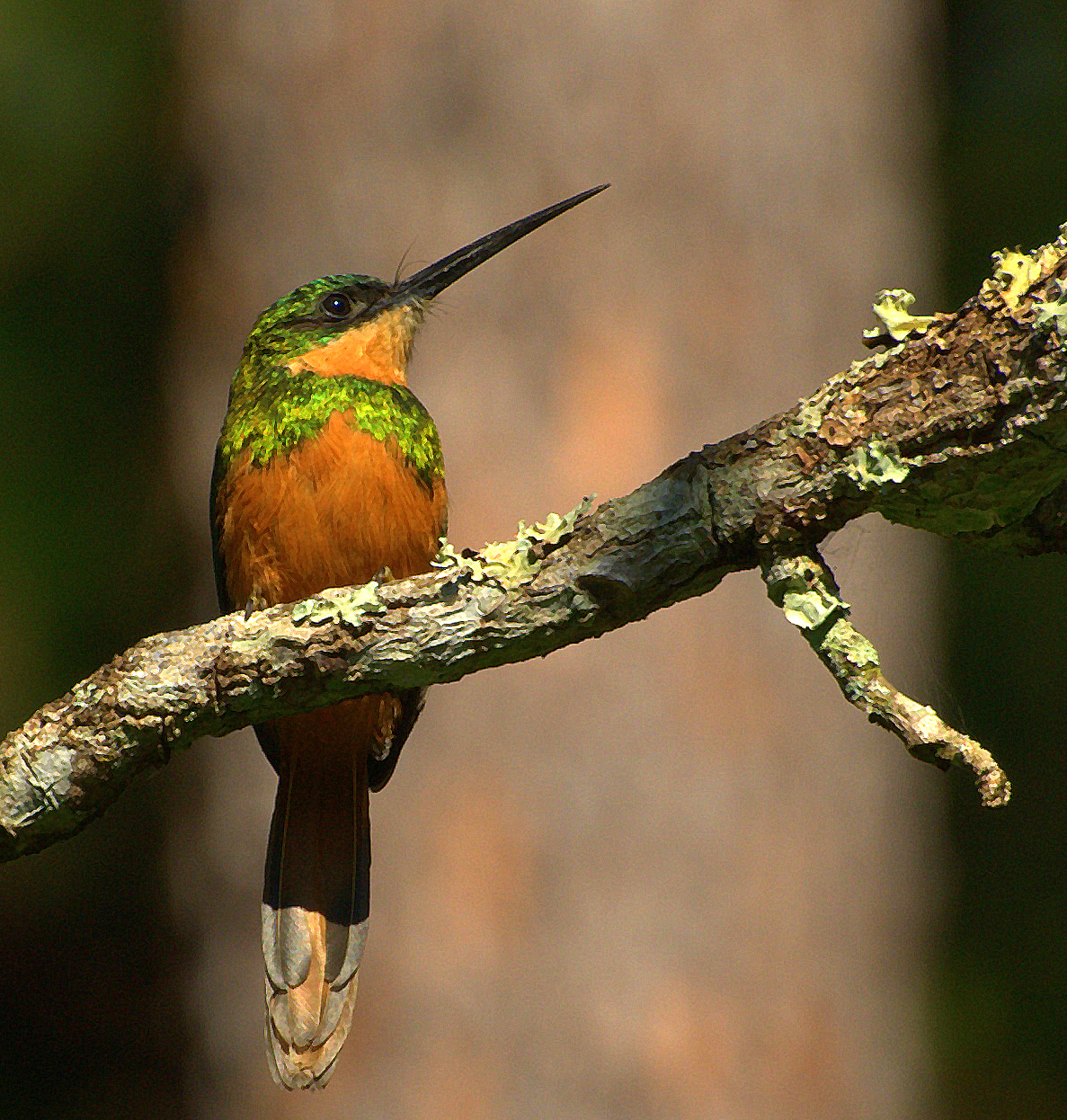
Hembra.

Son aves elegantes de colores brillantes con largos picos y colas. Alcanzan una tamaño de 25 cm de largo y tienen un pico negro de 5 cm de largo.
Habita una gran variedad de bosques secos o húmedos y matorrales. Anida en madrigueras en un banco o montículo de termitas y produce de dos hasta cuatro huevos blancos con manchas rojizo
Es un insectívoro que caza desde una percha, sentado con su pico inclinado hacia arriba, para luego lanzarse para atrapar insectos voladores. 

## Subespecies
Galbula ruficauda tiene 6 subespecies reconocidas:
- Galbula ruficauda brevirostris Cory, 1913
- Galbula ruficauda heterogyna Todd, 1932
- Galbula ruficauda melanogenia P. L. Sclater, 1852
- Galbula ruficauda pallens Bangs, 1898
- Galbula ruficauda ruficauda Cuvier, 1816
- Galbula ruficauda rufoviridis Cabanis, 1851